# ケニー野村
ケニー 野村（ケニー のむら、Kenny Katsuhiko Nomura、1959年2月27日 - ）は、日本の元プロ野球選手（捕手）であり、スポーツアドバイザーである。日本名は野村 克彦（）。ユダヤ系日本人。
実兄は元プロ野球選手でスポーツ選手の代理人業を務める団野村。継父は元プロ野球監督の野村克也、異父弟として元プロ野球選手の野村克則が、異父母弟として継父・克也の前夫人との長男（団・ケニーより年下。克則より年上）がいる。

## 来歴・人物
1959年（昭和34年）、神奈川県出生。父親は、日本に駐在していた東欧ユダヤ系アメリカ人であるアルヴィン・エンゲル（Alvin George Engel）、母親は日本人の伊東芳枝（後の野村克也夫人、野村沙知代）。東京都目黒区出身。
小学校から高校まで、セント・メリーズ・インターナショナル・スクール（東京都世田谷区）に学んだ。大学は、カリフォルニア工芸大学に進学したが中退。1978年（昭和53年）、母親の再婚が成立し、野村克也の継子となった。
1979年オフに、ドラフト外で広島東洋カープに入団し、2年間在籍。次いで1982年（昭和57年）からの2年間は日本ハムファイターズに在籍したが、最後まで一軍でプレーする機会はなかった。
その後は日本やアメリカで、スポーツアドバイザーとして活動している。2001年（平成13年）には、自伝であり母親（野村沙知代）についての暴露本でもある著作を出版した。週刊新潮に掲載されたインタビューで沙知代がケニーに役員報酬として6000万円を支払っているという件につき「そんな事実はない」と沙知代の税金逃れの手口を暴露した。翌年、巨額の脱税容疑で逮捕・起訴されていた母親に有罪判決が出たことを知った野村は、これらは自著が母親を追い詰めた結果であるとして、「正義が勝った」との感想を述べている。
実母の野村沙知代、実兄の団とは、それぞれ絶縁状態になっていたという。しかし継父の克也とは絶縁状態になっておらず、1年に何度か面会している。後述のインタビューでも「父が野球を教えてくれた」と感謝の意を語っている。2005年に克也の立会いの下、沙知代と和解。2017年には彼女の死の2週間前にも実家を訪ねたと語っている。

## 詳細情報

### 年度別打撃成績
- 一軍公式戦出場なし

### 背番号
- 39 （1980年 - 1981年）
- 61 （1982年 - 1983年）